# Michel Chiha
Michel Chiha né en 1891 et décédé le 29 décembre 1954, est un homme politique et philosophe libanais, qui fut aussi banquier, écrivain et journaliste. C'est l'un des principaux rédacteurs de la Constitution du Liban, dont les idées ont profondément marqué la fondation de la ligne politique et économique du Liban moderne.

## Biographie
Le père de Michel Chiha avait fondé en 1891 la Banque Pharaon et Chiha. En 1915, sa famille fuit le Liban sous domination ottomane et s'installe en Égypte, où son intérêt pour la politique apparaît. Il rentre au Liban à la fin de la guerre pour diriger les affaires de la famille.
Le 1er septembre 1920, le Haut Commissaire français proclame la naissance du Grand Liban. Chiha joua un rôle important pour aboutir à cette proclamation, après avoir travaillé sur le tracé des frontières et les institutions de la République.
En 1925, il est élu député de Beyrouth, un poste qu'il conservera jusqu'en 1929. Durant son mandat, il joua un rôle de premier plan pour développer les bases des systèmes financier et monétaire du pays.
En 1926, il épouse sa cousine Marguerite Pharaon, sœur de Henri Pharaon. En 1929, Chiha abandonna la vie politique au sens strict, mais continua à influencer par ses idées et ses ouvrages le développement institutionnel du Liban et les lignes directrices de son orientation économique.
En 1937, il achète le quotidien francophone libanais Le Jour, qu'il dirigera jusqu'à sa mort en 1954. En 1940, il prit part au lancement de la Bourse de Beyrouth (en) et créa un journal anglophone, The Eastern Times.
L’Académie française lui décerne le prix de la langue-française en 1950.
En 1943, son beau-frère Béchara el-Khoury devient le premier président de la République libanaise indépendante. Chiha fut son proche conseiller jusqu'à la fin de son mandat en 1952.
Chantre du libéralisme économique, il est aussi un défenseur de la diversité communautaire du Liban et un adversaire de l'expansionnisme israélien.

## Ouvrages publiés
- Politique intérieure, Beyrouth, Éditions du Trident, 1964, OCLC 5223379.
- Palestine, Beyrouth, Éditions du Trident, 1969, OCLC 121803 ; réimpression en 1994, Fondation Chiha.
- La Maison des champs, suivie de Poèmes inédits, Beyrouth, Imprimerie catholique, 1965, OCLC 5049616
- Essais, Beyrouth, Éditions du Trident, 1950, OCLC 14244144
- Visage et présence du Liban, Beyrouth, Cénacle libanais, 1964, OCLC 5193480
- (en) Lebanon : a rapid survey of Lebanon, yesterday and today in sixty-four photographs, Paris, 1948, OCLC 36243459
- Liban d'aujourd'hui : 1942, Éditions du Trident, 1949, OCLC 25712681
- Variations sur la Méditerranée, Beyrouth, Fondation Chiha, 1994, OCLC 39985361
- Images du Liban : un aperçu en soixante-quatre photographies du Liban d'autrefois et d'aujourd'hui, Paris, Éditions Lumière, 1948, OCLC 13657428
- Propos d'économie libanaise, Éditions du Trident, 1965, OCLC 27405213
- (ar) Lubnān fī shakhṣīyatihi wa-ḥuḍūrih, Bayrūt, al-Nadwah al-Lubnānīyah, 1962, OCLC 25338528
- (en) Lebanon at home and abroad , Beyrouth, Cénacle libanais, 1966, OCLC 48328530
- (ar) Filasṭīn, Bayrūt, Muʼassasat Mīshāl Shīḥā, 1960, OCLC 46762632
- Plain-chant, propos dominicaux, Beyrouth, Éditions du Trident, 1954, OCLC 43170583